# Unidades holandesas de medida

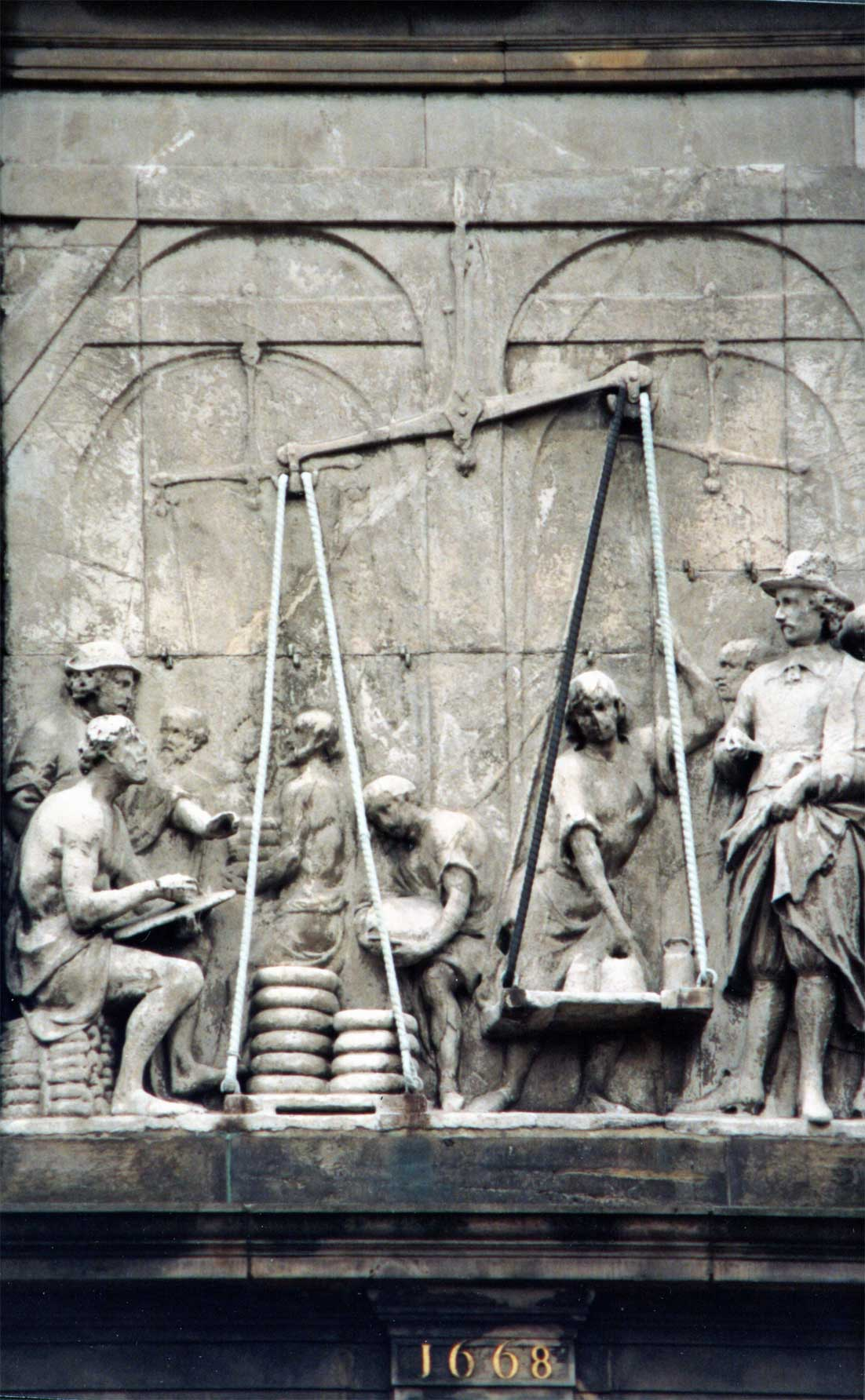
Relieve en el hastial de "De Waag" (en español: casa de medidas) en el mercado en la ciudad de Gouda.

A lo largo de la historia han estado en uso varias unidades holandesas de medida, y en la actualidad se encuentra vigente el sistema métrico decimal. Con anterioridad al siglo XIX, los diferentes pueblos y provincias holandeses usaron una gran variedad de pesas y medidas diferentes. A pesar del pequeño tamaño del país, había una falta de uniformidad. Durante la Edad de Oro holandesa, estos pesos y medidas acompañaron a los holandeses a los rincones más remotos de su imperio colonial, incluidos Sudáfrica, Nueva Ámsterdam y las Indias Orientales Neerlandesas. Las unidades de peso incluyeron el pond, ons y last. También había un sistema de boticarios para pesos. El mijl y el roede eran medidas de distancia. Las distancias más pequeñas se midieron en unidades basadas en el cuerpo: el el, el voet, la palm y el duim. El área fue medida mediante morgen, hont, roede y voet. Las unidades de volumen incluían el okshoofd, aam, anker, stoop y mingel. A principios del siglo XIX, los holandeses adoptaron un sistema métrico unificado, pero se basó en una versión modificada del sistema métrico, diferente del sistema utilizado actualmente. En 1869, esto se realineó con el sistema métrico internacional. Estas antiguas unidades de medida han desaparecido, pero siguen siendo un colorido legado de la importancia marítima y comercial de los Países Bajos y sobreviven hoy en día en varios dichos y expresiones neerlandesas.